# Aston Cantlow
Aston Cantlow is een civil parish in het bestuurlijke gebied Stratford-on-Avon, in het Engelse graafschap Warwickshire met 437 inwoners.